# SEAT Ateca
SEAT Ateca – samochód osobowy typu SUV klasy kompaktowej produkowany pod hiszpańską marką SEAT od 2016 roku.

## Historia i opis modelu

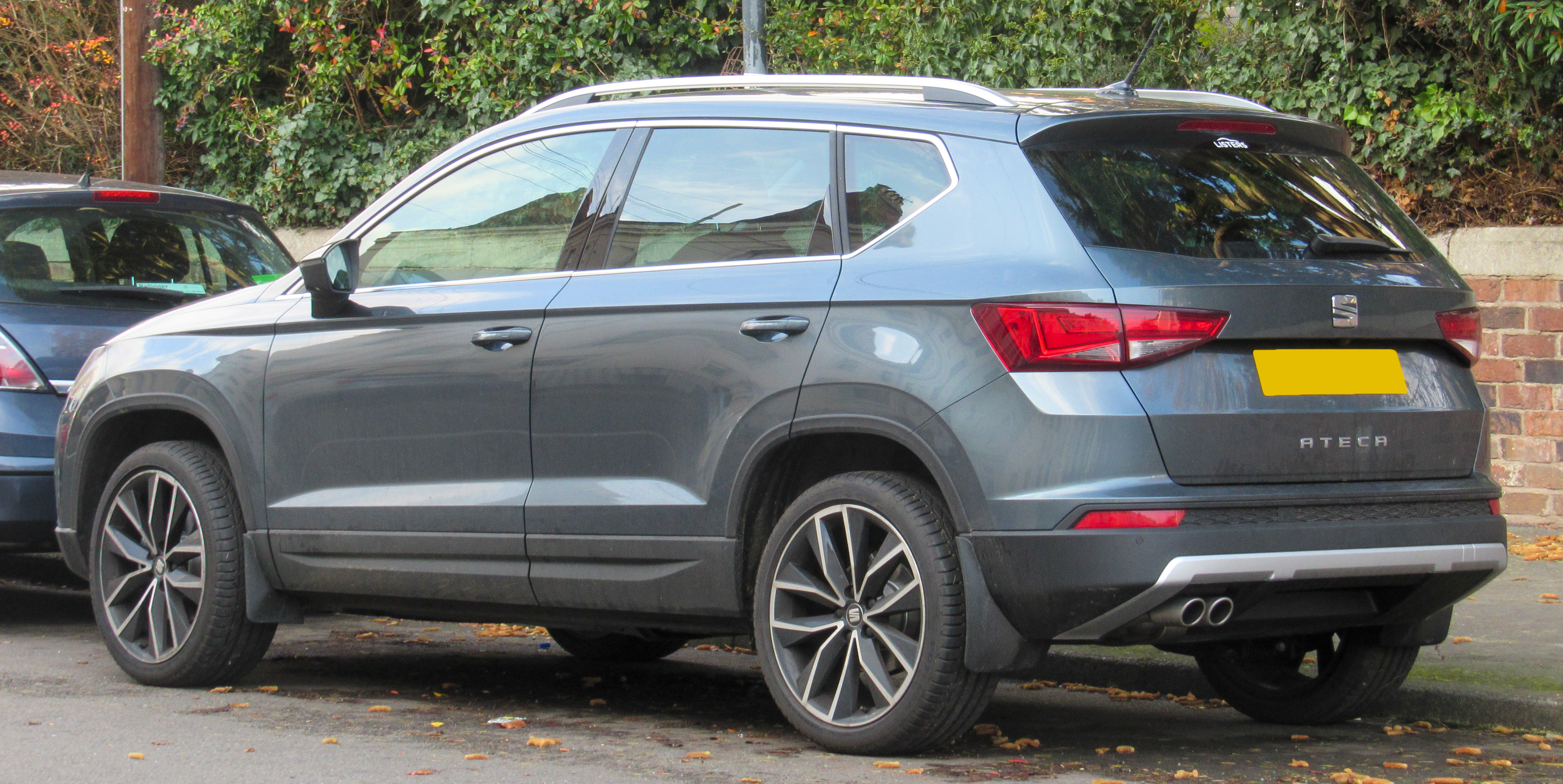
SEAT Ateca - tył

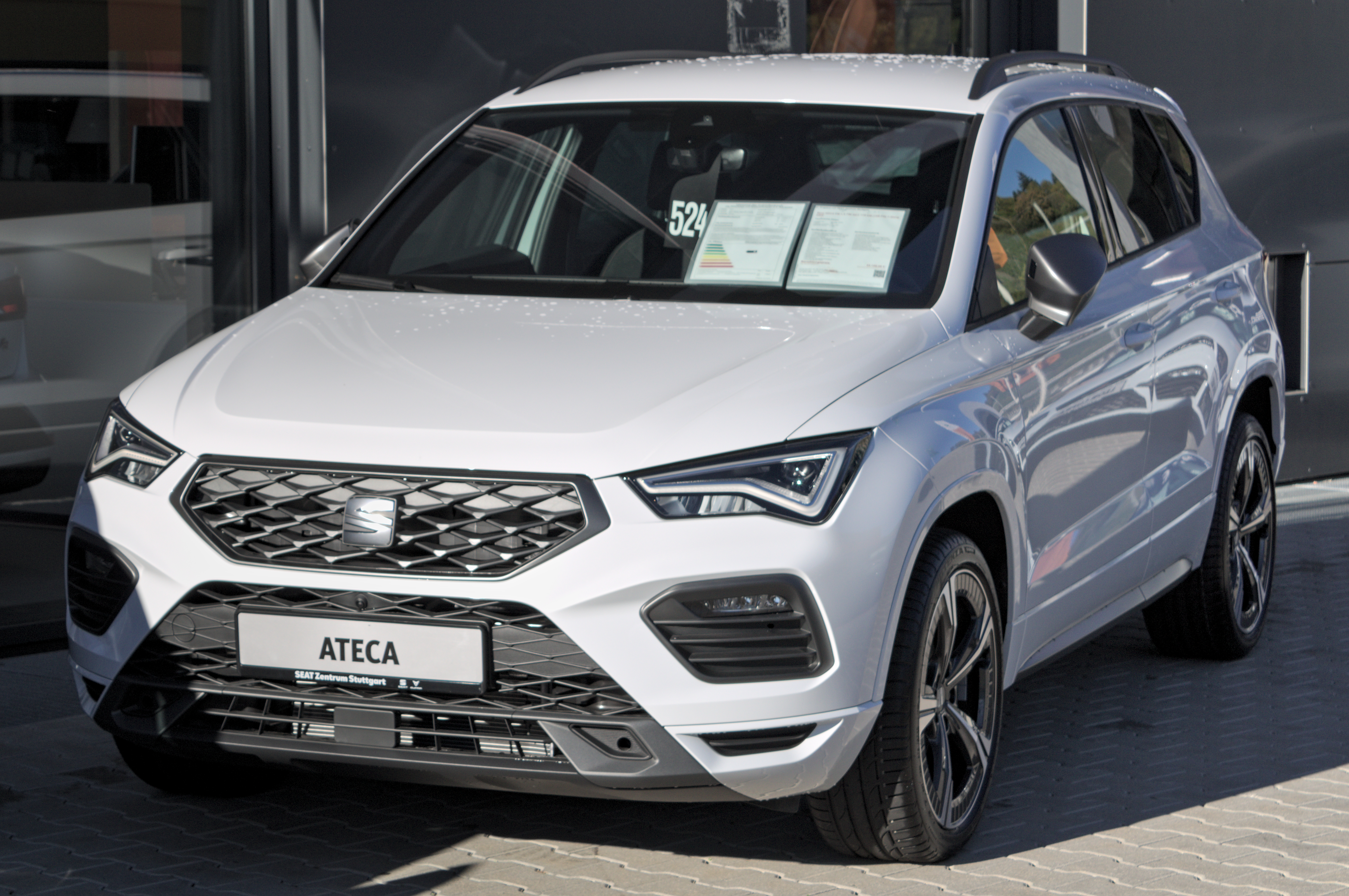
SEAT Ateca po liftingu

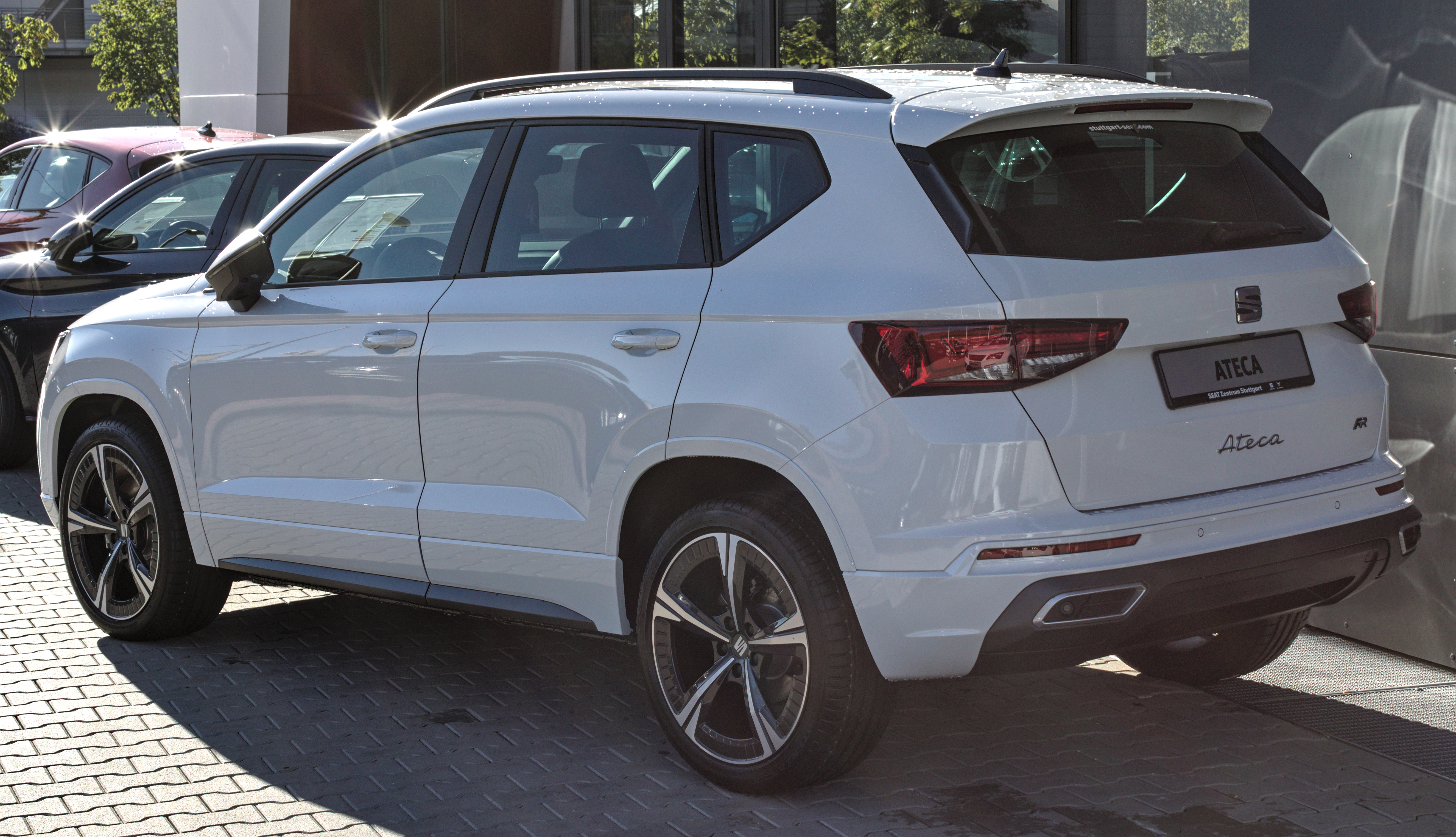
SEAT Ateca - tył po liftingu

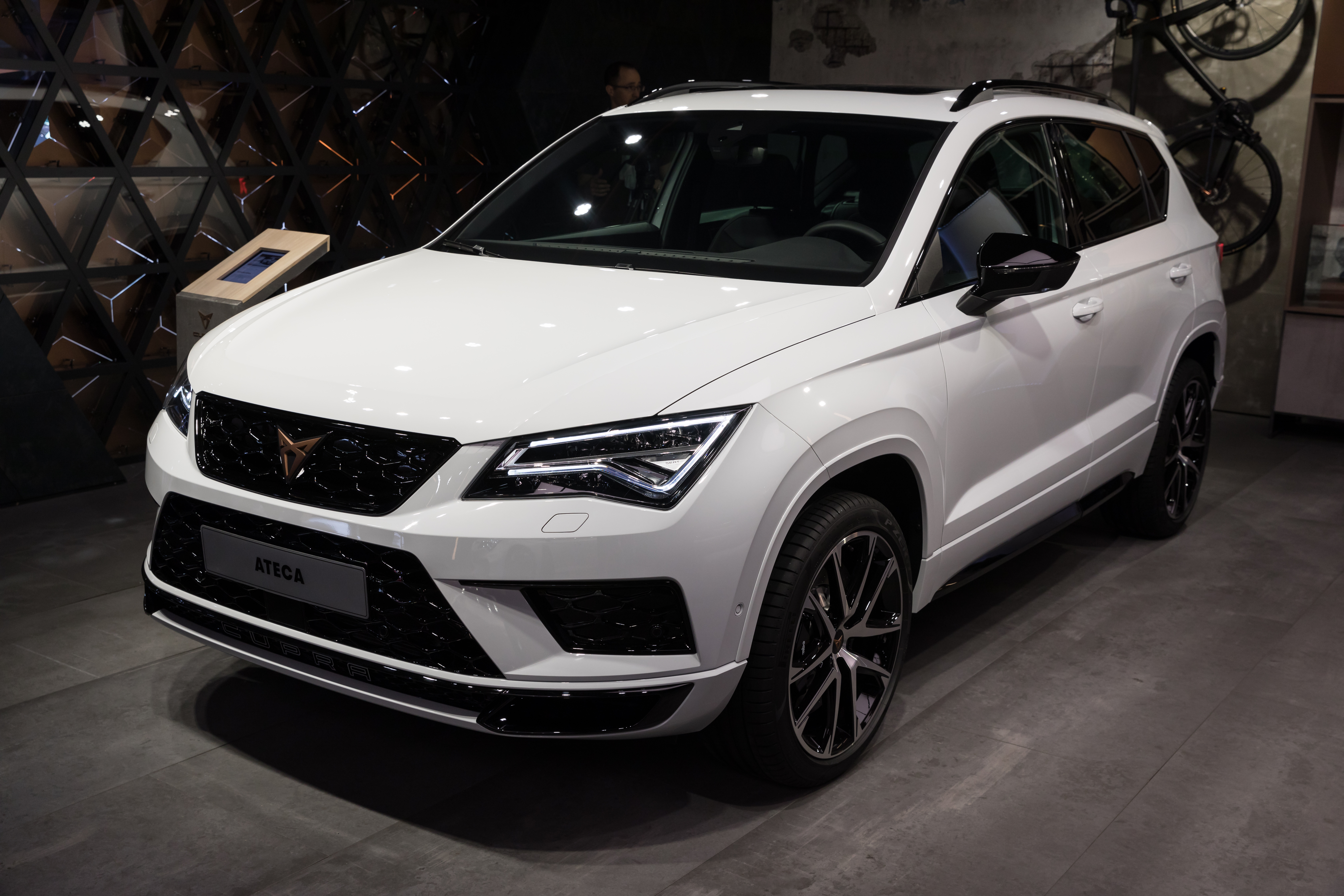
Cupra Ateca

Samochód został po raz pierwszy oficjalnie zaprezentowany podczas targów motoryzacyjnych w Genewie w marcu 2016 roku. Auto zbudowane zostało na bazie płyty podłogowej MQB, która wykorzystana została do zbudowania m.in. Volkswagena Tiguana, Škody Kodiaq oraz Audi Q3. Wyglądem, auto przypomina trzecią generację modelu León. Samochód poprzedzony został stylistycznie konceptami IBX, 20V20 oraz León Cross Sport. Zaprojektowano go w Barcelonie. Nazwa modelu, zgodnie z tradycją marki SEAT nadawania nazw nawiązujących do miejsc w Hiszpanii, pochodzi od gminy Ateca w Aragonii.
Od września 2019 roku SEAT Ateca jest sprzedawany w Chinach pod nowo powstałą na potrzeby tego rynku marką Jetta jako Jetta VS5.
W 2020 roku model przeszedł lifting zmieniający m.in. przód pojazdu (zderzak, grill), kierownicę, systemy multimedialne

### Cupra Ateca
W marcu 2018 roku do gamy modelowej pojazdu dołączyła sportowa wersja, która oferowana będzie zgodnie z nową polityką SEAT-a pod nową, oddzielną marką jako Cupra Ateca. Pod maską pojazdu pracuje 2 l turbodoładowany silnik benzynowy pochodzący z modelu Cupra León o mocy 290 KM.

### Wyposażenie
- Reference
- Style
- Xcellence
- FR
- Cupra

Standardowe wyposażenie podstawowej wersji Reference, obejmuje m.in. elektryczne sterowanie szyb, elektryczne sterowanie lusterek, system ABS, ASR, ESC, HHC i XDS, manualną klimatyzację, zamek centralny oraz system multimedialny Media System Touch z 5-calowym dotykowym ekranem, radiem CD/MP3/USB, Bluetooth oraz 4-głośnikami, system Front Assist z funkcją awaryjnego hamowania, system monitorowania ciśnienia w oponach, system rozpoznawania zmęczenia kierowcy, światła do jazdy dziennej wykonane w technologii LED, wielofunkcyjną skórzaną kierownicę oraz 16-calowymi felgi. Bogatsza wersja Style obejmuje dodatkowo dwustrefową automatyczną klimatyzację, tempomat, światła przeciwmgłowe, asystenta świateł drogowych, system Lane Assist, czujnik deszczu i zmierzchu, czujniki cofania, kamerę cofania, fotochromatyczne lusterko wsteczne, podgrzewane przednie fotele, spryskiwacze reflektorów z podgrzewanymi dyszami, system Media System Touch z 8-calowym ekranem dotykowym oraz 8-głośnikami, 18-calowe alufelgi oraz oświetlenie wykonane w całości w technologii LED. Najbogatsza wersja Xcellence dodatkowo wyposażona jest także m.in. w system SEAT Drive Profile z czterema poziomami jazdy (Normal, Sport, Eco i Individual) umożliwiającymi zmianę reakcji silnika, wspomagania kierownicy oraz działania skrzyni biegów DSG, który występuje także w wersji dla aut 4x4 z dwoma dodatkowymi profilami jazdy: Snow i Off-Road, a także asystenta zjazdu ze zniesienia (HDC) oraz 18-calowe alufelgi.
Opcjonalnie auto doposażyć można m.in. w ACC, system rozpoznawania znaków drogowych, system monitorowania martwego pola, asystenta jazdy w korku, a także w elektrycznie i bezdotykowo otwieraną klapę bagażnika, podgrzewaną przednią szybę, schowek z funkcją bezprzewodowego ładowania telefonu i ogrzewanie postojowe oraz system nawigacji satelitarnej, a także 19-calowe alufelgi i panoramiczne oraz elektrycznie sterowane okno dachowe, skórzaną tapicerkę, elektrycznie sterowane fotele przednie.

### Silniki
| Silnik                          | Pojemność skokowa [cm³] | Typ silnika        | Moc maksymalna [KM] przy obr./min | Maks. moment obrotowy [Nm] przy obr./min | Stopień kompresji  | Średnica x skok cylindra [mm] | Przyspieszenie 0-100 km/h [s] | Prędkość maks. [km/h] |                    |
| Silniki benzynowe:              | Silniki benzynowe:      | Silniki benzynowe: | Silniki benzynowe:                | Silniki benzynowe:                       | Silniki benzynowe: | Silniki benzynowe:            | Silniki benzynowe:            | Silniki benzynowe:    | Silniki benzynowe: |
| ------------------------------- | ----------------------- | ------------------ | --------------------------------- | ---------------------------------------- | ------------------ | ----------------------------- | ----------------------------- | --------------------- | ------------------ |
| 1.0 EcoTSI                      | 999                     | R3                 | 115 (85)/5000-5500                | 200/2000-3500                            | 10,5:1             | 74,5x76,4                     | 11,0                          | 183                   |                    |
| 1.0 EcoTSI Start&Stop Ecomotive | 999                     | R3                 | 115 (85)/5000-5500                | 200/2000-3500                            | 10,5:1             | 74,5x76,4                     | 10,7                          | 181                   |                    |
| 1.4 EcoTSI                      | 1395                    | R4                 | 150 (110)/5000-6000               | 250/1500-3500                            | 10,0:1             | 74,5x80,0                     | 8,5-9,0                       | 201 DSG: 198 4x4: 192 |                    |
| 1.5 EcoTSI Start&Stop 150 KM    | 1498                    | R4                 | 150 (110)/5000-6000               | 250/1500-3500                            | 10,5:1             | 74,5x85,9                     | 8,5                           | 201                   |                    |
| 2.0 TSI                         | 1984                    | R4                 | 190 (140)/4200-6000               | 320/1450-4200                            | 11,6:1             | 82,5x92,8                     | 7,9                           | 212                   |                    |
| Silniki wysokoprężne:           |                         |                    |                                   |                                          |                    |                               |                               |                       |                    |
| 1.6 TDI CR Ecomotive            | 1598                    | R4                 | 115 (85)/3250-4000                | 250/1500-3250                            | 16,2:1             | 79,5x80,5                     | 11,5                          | 184                   |                    |
| 2.0 TDI CR                      | 1968                    | R4                 | 150 (110)/3500-4000               | 340/1750-3000                            | 16,2:1             | 81x95,5                       | 9,0                           | 196                   |                    |
| 2.0 TDI CR                      | 1968                    | R4                 | 190 (140)/3500-4000               | 400/1750-3250                            | 16,0:1             | 81×95,5                       | 7,5                           | 212                   |                    |